# Live at Praxis ’84
Live at Praxis ’84 ist ein Jazzalbum von Sun Ra. Die am 27. Februar 1984 während des Festivals Praxis ’84 im Orpheus-Theater, Athen, entstandenen Aufnahmen erschienen 1984 auf drei Einzel-LPs auf dem Label Praxis (Eigenschreibweise dieser Ausgabe Live at «Praxis ’84»). Die drei Alben wurden auf einer Doppel-CD von Leo Records 2000 neu aufgelegt und erschienen 2011 auch auf einer Dreifach-LP auf dem russischen Label Vinyl Lovers.

## Hintergrund
Der Radiojournalist und Labelbetreiber Kostas Yiannoulopoulos veranstaltete das Festival Praxis und lud 1984 dazu Sun Ra mit seinem Arkestra ein. Sun Ra hatte für den Auftritt sein Gesicht rot geschminkt und trat in einem roten Kostüm auf, während die Band in blau und schwarz gekleidet war.
Bei diesem Konzert, das spontan durchgängig mit einer Lasershow begleitet wurde, handelte es sich um die erste Aufnahme einer Bigband in Griechenland. Sun Ra wurde für die LP um die Angabe der gespielten Titel gebeten, meinte aber, es sei besser, wenn das gesamte Konzert ein einziger Fluss sei. Die Liner Notes schrieb Hartmut Geerken.
Ein großer Teil der Melodien sind Standards, darunter der Brecht/Weill-Song „Mack the Knife“ (mit einer komischen Louis-Armstrong-Imitation), „Over the Rainbow“, „Satin Doll“ und „Days of Wine and Roses“. In dieser Version des Arkestra spielten die wichtigsten Saxophonisten der Band, Marshall Allen, John Gilmore und Danny Ray Thompson sowie drei Schlagzeuger, und nur ein einziger Blechbläser, der Trompeter Ronnie Brown.
Die Band hat in dieser Zeit häufig Aufnahmen von Fletcher Henderson wie „Yeah, Man!“ in ihre Auftritte eingebaut. Dabei handelte es sich nicht nur um Aufführungen von Hendersons Erkennungsmelodien mit ihren Original-Arrangements, sondern tatsächlich um Note-für-Note vorgenommene Rezitationen der alten Aufnahmen in ihrer Gesamtheit. Alle Holzbläser spielten bei einer Improvisation im zweiten Drittel des Konzerts auch das Electronic Valve Instrument, einen von Nyle Steiner entwickelten Blaswandler mit Ventilen.

## Titelliste
- Live at „Praxis ’84“ Vol. I (Praxis CM 108)[5]

A Live at „Praxis ’84“ – Part 1
B Live at „Praxis ’84“ – Part 2
Nach Robert L. Campbell lautet die Titelliste:
A1 Untitled Improvisation

A2 Discipline 27-II / Children of the Sun

A3 Nuclear War

A4 Unidentified Blues

B1 Fate in a Pleasant Mood

B2 Yeah, Man! (Noble Sissle, Horace Henderson)

B3 Space Is the Place / We Travel the Spaceways / Outer Spaceways Incorporated / Next Stop Mars

- Live at „Praxis ’84“ Vol. II (Praxis CM 109)[6]

A Live at „Praxis ’84“ – Part 3
B Live at „Praxis ’84“ – Part 4
Nach Robert L. Campbell lautet die Titelliste:
A1 Untitled Improvisation

A! untitled improvisation [kora]

A2 untitled improvisation [EVIs]

A3 Discipline 27

B1 Mack the Knife (Brecht-Weill-Blitzstein)

B2 Cocktails for Two (Coslow-Johnston)

B3 Over the Rainbow (Harburg-Arlen)

B4 Satin Doll (Ellington-Strayhorn)

- Live at „Praxis ’84“ Vol. III (Praxis CM 110)[7]

A Live at „Praxis ’84“ – Part 5
B Live at „Praxis ’84“ – Part 6
Nach Robert L. Campbell lautet die Titelliste:
A1 Untitled Improvisation

A1 Big John's Special (Horace Henderson)

A2 Egyptian Fantasy
A3 Days of Wine and Roses (Henry Mancini)

B1 Theme of the Stargazers/Satellites Are Spinning

B2 They'll Come Back

B3 Enlightenment (Dotson-Ra)

B4 Strange Mathematic Rhythmic Equations
Wenn nicht anders vermerkt, stammen die Kompositionen von Sun Ra.

## Rezeption
Geerken hatte beim Festival den Eindruck, dass Sun Ra und seine Mitstreiter spielten, als ob sie „in Trance“ wären.
Steve Loewy verlieh dem Album in Allmusic vier Sterne und schrieb, dieses Album sei keineswegs unverzichtbar, aber es gebe einen Eindruck davon, wie das Arkestra Mitte der 1980er-Jahre live geklungen hat. Alle Exzesse seien erlebbar, einschließlich der albernen, sich wiederholenden Texte, die den Auftritt der Gruppe so zu einem tollen Erlebnis machten. Die Band konnte mächtig swingen und hatte die unheimliche Fähigkeit, praktisch die gesamte Geschichte des Jazz in einem einzigen Konzert aufzuführen. Ein Muss für Sun-Ra-Sammler und Liebhaber des Exotischen, aber für andere gebe es bessere Ra-Alben.
Nach Ansicht von Syd Fablo (Rock Salted) habe das Arkestra ausgefeiltere Auftritte und deren Mitschnitte auf Alben zu verzeichnen, die besser aufgenommen wurden, als Live at Praxis ’84. Dennoch biete dieses Album immer noch einen einzigartig umfassenden Überblick über die grundlegende Vorstellung von dem Sun Ra Arkestra aus seiner Spätphase. Es hätte eine merklich größere Anzahl von Standards gegeben, was wahrscheinlich auf eine Reihe von Faktoren zurückzuführen war, darunter das gestiegene Selbstvertrauen aufgrund der jüngsten Erfolge, Sun Ras fortschreitendes Alter und sogar Annäherungsversuche an den sich ändernden kommerziellen Geschmack sowie einer „konservativen“ Bewegung im Jazz der 1980er-Jahre. Der Autor erwähnt, dass ein weiteres Konzert zwei Wochen später auf dem Album Live in Nickelsdorf 1984 dokumentiert sei, das mindestens genauso gut, vielleicht sogar besser sei.